# Agnieszka Biedrzycka
Agnieszka Biedrzycka – polska historyczka, profesor w Instytucie Historii im. Tadeusza Manteuffla Polskiej Akademii Nauk.

## Biografia
W grudniu 2002 r. uzyskała stopień doktora nauk humanistycznych w zakresie historii na Wydziale Historycznym Uniwersytetu Jagiellońskiego w Krakowie. W 2020 r. otrzymała stopień doktora habilitowanego w Instytucie Historii im. Tadeusza Manteuffla Polskiej Akademii Nauk. Od lipca 2024 r.  profesor w tym instytucie. 
Pracuje jako badaczka naukowa i redaktor w Zakładzie Polskiego Słownika Biograficznego, który opracowuje i wydaje Polski Słownik Biograficzny, gdzie odpowiada za hasła dotyczące historii Polski w okresie nowożytnym. Jej praca przyczynia się do aktualizacji i korekty informacji zawartych w słowniku, zwłaszcza w kontekście zmian po 1989 r. Zainteresowania badawcze Biedrzyckiej obejmują historię Rzeczypospolitej Obojga Narodów od XVI do XVII w., dzieje pogranicza południowo-wschodniego oraz historię Lwowa w XIX i XX w. Jest autorką licznych publikacji naukowych. W 2012 r. wydała książkę Kalendarium Lwowa 1918-1939, za  którą otrzymała Nagrodę „Przeglądu Wschodniego”.  

## Nagrody i wyróżnienia
- 2012: Nagroda „Przeglądu Wschodniego” w kategorii popularyzacja problematyki wschodniej[6].

## Wybrane publikacje
Za źródłem:
- Bibliografia pomników kultury dawnych kresów południowo-wschodnich Rzeczypospolitej, Towarzystwo Naukowe Societas Vistulana, 2000, ISBN 8390909456
- Korespondencja Stanisława Koniecpolskiego hetmana wielkiego koronnego 1632-1646, Wydawnictwo Towarzystwa Naukowego "Societas Vistulana", Kraków 2005, ISBN 83-88385-38-0
- Pomniki epigrafiki i heraldyki dawnej Rzeczypospolitej na Ukrainie. T. 1: Ziemia lwowska dawnego województwa ruskiego, Wydawnictwo Towarzystwa Naukowego "Societas Vistulana", Kraków 2005, ISBN 8388385674
- Kalendarium Lwowa 1918–1939, Universitas, Kraków 2012, ISBN 97883-242-2235-3
- Pomniki epigrafiki i heraldyki dawnej Rzeczypospolitej na Ukrainie, T. 5, Ziemia halicka dawnego województwa ruskiego, Wydawnictwo Towarzystwa Naukowego "Societas Vistulana", Kraków 2018